# 인종 분리 정책

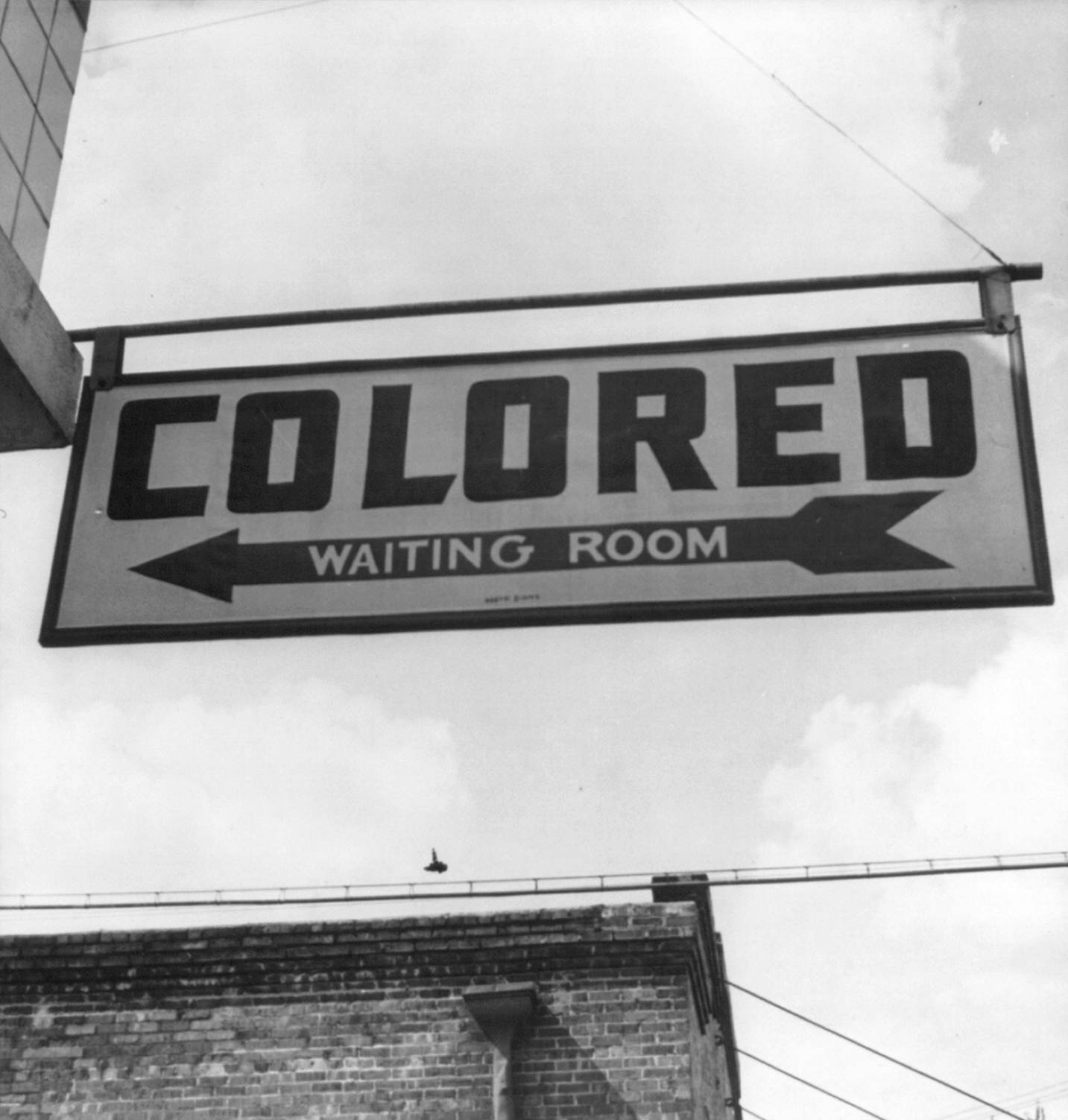

인종 분리 정책 또는 인종 격리 정책(영어: racial segregation)은 인종과 민족 별로 생활 공간과 공공시설 사용 공간 등을 강제로 분리시키는 정책이다. 가령 주거시설이나, 학교, 화장실, 급수대, 기차 여객칸 등을 흑인 전용, 백인 전용으로 나누는 등의 예시가 있다. 유럽인종차별위원회와 국제연합은 인종 분리 정책을 명백한 차별행위로 규정하고 있다.
인종 분리 정책은 거의 모든 나라에서 불법이지만, 문화적 또는 일반 행정적으로 무수히 많은 분야에서 일어나고 있다.

## 역사적 예시
인종 분리 정책은 역사속에서 다문화 다민족 국가에서 종종 보였던 정책으로, 앵글로 색슨족이 영국을 지배할 때나 잉글랜드인이 아일랜드를 지배하던 중세 시대에도 실시되었다.
극단적인 인종 분리으로는 2차 세계 대전 당시의 독일 나치가 실시했던 악명높은 정책으로, 유태인과 집시를 철저히 분류하고 낙인을 찍어 재산권과 공민권을 박탈, 체포하여 강제 수용소에 강금하고  홀로코스트, 인종학살까지 벌였다.
근현대에 들어 가장 유명한 예시로는 남아프리카공화국에서 행해졌던 아파르트헤이트 정책이 있다. 1948년 국민당이 총선에서 승리하면서 '분리 발전'이란 미명하에 흑인에 대한 대대적인 탄압적 정책이 가해졌다. 인종 분류와 함께 인종간 혼인 금지, 인종별 시설 분리 등부터 시작하여 1950년대에는 아예 유색 인종의 공민권을 박탈하는 지경에 이르게 되었다. 아파르트헤이트 정책은 결국 1993년이 되어서야 끝이 났다.

## 같이 보기
- 미국의 인종 분리 정책(영어판)
  - 빅터 휴고 그린(영어판)
  - 그린 북(영화)
- 아파르트헤이트
- 백호주의
- 유럽의 인종차별(영어판)
  - 롬인(집시)
- 게토
- 분리 평등 정책
- 집단살해
- 카스트